# Coupe du monde de combiné nordique 2020-2021
Navigation
2019-2020 2021-2022
La Coupe du monde de combiné nordique 2020-2021 est la 38e édition masculine de la Coupe du monde de combiné nordique, mais aussi la première édition féminine de cette compétition de combiné nordique organisée annuellement. Elle se déroule, pour les hommes, du 27 novembre 2020 au 21 mars 2021.
La compétition subit l'impact de la pandémie de COVID-19 et certaines courses sont annulées. Chez les hommes, Jarl Magnus Riiber remporte pour la troisième fois consécutive le classement général de la compétition. Pour la première fois, une compétition féminine est organisée et c'est l'Américaine Tara Geraghty-Moats qui remporte la seule course disputée ainsi que le classement général.

## Organisation de la compétition

### Programme et sites de compétition

#### Femmes
La totalité des sites de compétition se trouve en Europe :
- Norvège (Lillehammer) ;
- Estonie (Otepää).

Cependant, en raison de la pandémie de coronavirus, les deux sites de Lillehammer et Otepää sont contraints de renoncer. Des compétitions féminines sont prévues au programme de la Coupe continentale, des Championnats du monde juniors ainsi qu'aux Championnats du monde, et ce pour la première fois.
Finalement, Ramsau reprend les deux courses d'Otepää et la ville autrichienne accueille les deux premières courses de la coupe du monde féminine.

#### Hommes
La quasi-totalité des sites de compétition se trouve en Europe, à l'exception du site de Zhangjiakou, qui sera utilisé pour les prochains Jeux olympiques d'hiver :
- Finlande : deux sites (Ruka et Lahti) ;
- Norvège : deux sites (Lillehammer et Oslo) ;
- Autriche : deux sites (Ramsau et Seefeld) ;
- Allemagne : deux sites (Schonach et Klingenthal) ;
- Italie : un site (Val di Fiemme) ;
- Estonie : un site (Otepää)
- Chine : un site (Zhangjiakou).

Site habituel de la Coupe du Monde, Chaux-Neuve renonce à l'organisation avant même la publication du calendrier de la compétition. Il y a 25 courses au programme de cette Coupe du monde masculine. Quelques semaines après la publication du calendrier, les sites de Lillehammer et Otepää sont contraints de renoncer. Les épreuves pré-olympiques de Pékin sont également annulées.

### Format des épreuves

#### Individuel
Les athlètes exécutent premièrement un saut sur un tremplin suivi d’une course de ski de fond de 5 km, 10 km ou 15 km. À la suite du saut, des points sont attribués pour la longueur et le style. Le départ de la course de ski de fond s'effectue selon la méthode Gundersen, le coureur occupant la première place du classement de saut s’élance en premier, et les autres s’élancent ensuite dans l’ordre fixé. Le premier skieur à franchir la ligne d’arrivée remporte l’épreuve,.
Les trente premiers athlètes à l'arrivée marquent des points suivants la répartition suivante :
| Place | Points | Place | Points | Place | Points |
| ----- | ------ | ----- | ------ | ----- | ------ |
| 1er   | 100    | 11e   | 24     | 21e   | 10     |
| 2e    | 80     | 12e   | 22     | 22e   | 9      |
| 3e    | 60     | 13e   | 20     | 23e   | 8      |
| 4e    | 50     | 14e   | 18     | 24e   | 7      |
| 5e    | 45     | 15e   | 16     | 25e   | 6      |
| 6e    | 40     | 16e   | 15     | 26e   | 5      |
| 7e    | 36     | 17e   | 14     | 27e   | 4      |
| 8e    | 32     | 18e   | 13     | 28e   | 3      |
| 9e    | 29     | 19e   | 12     | 29e   | 2      |
| 10e   | 26     | 20e   | 11     | 30e   | 1      |

#### Épreuve par équipes
Chaque équipe comprend quatre coureurs qui effectuent individuellement un saut sur le tremplin. On additionne ensuite les résultats de chaque membre de l’équipe. L’équipe qui obtient le pointage total le plus élevé sera la première équipe à partir dans la partie du ski de fond qui consiste en un relais 4 × 5 kilomètres. Comme dans les épreuves individuelles, on détermine les temps de départ dans un ordre fixé selon le tableau de Gundersen. L’équipe dont le premier skieur franchit la ligne d’arrivée remporte l’épreuve,.
Les nations ne peuvent engager qu'une équipe pour cette épreuve. Les huit premières équipes à l'arrivée marquent des points suivants la répartition suivante:
| Place  | 1er | 2e  | 3e  | 4e  | 5e  | 6e  | 7e  | 8e |
| ------ | --- | --- | --- | --- | --- | --- | --- | -- |
| Points | 400 | 350 | 300 | 250 | 200 | 150 | 100 | 50 |

#### Sprint par équipes
Cette épreuve est composée par équipe de deux. Les deux athlètes effectuent un saut chacun et des points sont attribués pour la longueur et le style. Le départ de la course de fond s'effectue selon la cotation suivante (1 point = 2 secondes). Un des athlètes occupant la première place du classement de saut s’élance en premier, et les autres s’élancent ensuite dans l’ordre fixé. La course de fond de 2 × 7,5 kilomètres avec changement d’athlète tous les 1,5 kilomètre. Le premier athlète à franchir la ligne d’arrivée permet à son équipe de remporter l’épreuve.
Les nations ne peuvent engager plus de deux équipes pour cette épreuve. Les huit premières équipes à l'arrivée marquent des points suivants la répartition suivante:
| Place  | 1er | 2e  | 3e  | 4e  | 5e  | 6e | 7e | 8e |
| ------ | --- | --- | --- | --- | --- | -- | -- | -- |
| Points | 200 | 175 | 150 | 125 | 100 | 75 | 50 | 25 |

#### Les Trois Jours du combiné nordique
Il s'agit d'un « temps fort » de la saison masculine avec un règlement spécifique. La compétition se déroule sur trois jours consécutifs avec une course par jour. Les résultats se reportent de jour en jour : quatre secondes de retard sur le vainqueur du jour valent une pénalité d'un point lors du concours de saut du lendemain. Le vainqueur des Trois Jours est l'athlète qui passe la ligne en premier lors de la troisième course. Lors du premier jour, tous les athlètes peuvent participer à la course qui est composé d'un saut et de 5 kilomètres en ski de fond. Le deuxième jour, les cinquante premiers athlètes de la première course peuvent concourir à l'épreuve qui est composée d'un saut et de 10 kilomètres en ski de fond. Lors du dernier jour, les trente meilleurs athlètes de la veille participent à la course qui est composée de deux sauts et de 15 kilomètres en ski de fond.
Lors des Trois Jours du combiné nordique, le système de points est différent des autres courses de la saison, la répartition est de la façon suivante :
| Place | Jour 1 et jour 2 | Jour 3 | Place | Jour 1 et jour 2 | Jour 3 | Place | Jour 1 et jour 2 | Jour 3 |
| ----- | ---------------- | ------ | ----- | ---------------- | ------ | ----- | ---------------- | ------ |
| 1er   | 50               | 200    | 11e   | 12               | 48     | 21e   | 5                | 20     |
| 2e    | 40               | 160    | 12e   | 11               | 44     | 22e   | 5                | 18     |
| 3e    | 30               | 120    | 13e   | 10               | 40     | 23e   | 4                | 16     |
| 4e    | 25               | 100    | 14e   | 9                | 36     | 24e   | 4                | 14     |
| 5e    | 23               | 90     | 15e   | 8                | 32     | 25e   | 3                | 12     |
| 6e    | 20               | 80     | 16e   | 8                | 30     | 26e   | 3                | 10     |
| 7e    | 18               | 72     | 17e   | 7                | 29     | 27e   | 2                | 8      |
| 8e    | 16               | 64     | 18e   | 7                | 26     | 28e   | 2                | 6      |
| 9e    | 15               | 58     | 19e   | 6                | 24     | 29e   | 1                | 4      |
| 10e   | 13               | 52     | 20e   | 6                | 22     | 30e   | 1                | 2      |

### Dotation financière

#### Pour la compétition masculine
Les sommes suivantes sont versées aux athlètes après chaque course, :
| Place                                           | 1re    | 2e     | 3e    | 4e    | 5e    | 6e    | 7e    | 8e    | 9e    | 10e   | 11e   | 12e   | 13e   | 14e   | 15e   | 16e   | 17e   | 18e   | 19e   | 20e   |
| ----------------------------------------------- | ------ | ------ | ----- | ----- | ----- | ----- | ----- | ----- | ----- | ----- | ----- | ----- | ----- | ----- | ----- | ----- | ----- | ----- | ----- | ----- |
| Épreuve individuelle                            | 8 000  | 6 000  | 4 000 | 2 500 | 2 000 | 1 500 | 1 300 | 1 100 | 920   | 800   | 700   | 650   | 600   | 550   | 510   | 460   | 430   | 400   | 380   | 350   |
| Épreuve par équipes                             | 16 000 | 10 000 | 4 000 |       |       |       |       |       |       |       |       |       |       |       |       |       |       |       |       |       |
| Sprint par équipes                              | 12 000 | 8 000  | 4 000 | 3 000 | 2 000 | 1 000 |       |       |       |       |       |       |       |       |       |       |       |       |       |       |
| Jour 1, 2 et 3 du Ruka Tour                     | 5 000  | 3 000  | 2 000 |       |       |       |       |       |       |       |       |       |       |       |       |       |       |       |       |       |
| Classement général du Ruka Tour                 | 15 000 | 10 000 | 7 500 | 3 750 | 3 250 | 3 071 | 2 887 | 2 714 | 2 550 | 2 398 | 2 255 | 2 120 | 1 995 | 1 875 | 1 760 | 1 655 | 1 570 | 1 470 | 1 380 | 1 300 |
| Jour 1 et 2 des Trois Jours du combiné nordique | 4 000  | 3 000  | 2 000 | 1 250 | 1 000 | 750   | 650   | 550   | 460   | 400   | 350   | 325   | 300   | 275   | 255   | 230   | 215   | 200   | 190   | 175   |
| Jour 3 des Trois Jours du combiné nordique      | 16 000 | 12 000 | 8 000 | 5 000 | 4 000 | 3 000 | 2 600 | 2 200 | 1 840 | 1 600 | 1 400 | 1 300 | 1 200 | 1 100 | 1 020 | 920   | 860   | 800   | 760   | 700   |

Il y a 6 000 CHF pour le meilleur fondeur et la même somme pour le meilleur sauteur. En raison de l'annulation de plusieurs courses, la dotation est réduite. La répartition initiale de la dotation pour le classement général de la compétition est la suivante:
| Place              | 1er    | 2e     | 3e    | 4e    | 5e    | 6e    |
| ------------------ | ------ | ------ | ----- | ----- | ----- | ----- |
| Classement général | 15 946 | 10 500 | 6 300 | 4 200 | 2 940 | 2 100 |

#### Pour la compétition féminine
Les sommes suivantes sont versées aux athlètes après chaque course :
| Place                | 1re   | 2e    | 3e    | 4e    | 5e  | 6e  | 7e  | 8e  | 9e  | 10e |
| -------------------- | ----- | ----- | ----- | ----- | --- | --- | --- | --- | --- | --- |
| Épreuve individuelle | 2 800 | 2 000 | 1 450 | 1 100 | 850 | 600 | 450 | 350 | 250 | 150 |

Pour le classement général, la meilleure fondeuse et la meilleure sauteuse reçoivent 1 000 CHF chacune. En raison de l'annulation des compétitions d'Otepaa, la dotation du classement général est réduite. Elle était initialement la suivante :
| Place              | 1er   | 2e    | 3e    |
| ------------------ | ----- | ----- | ----- |
| Classement général | 3 500 | 1 500 | 1 000 |

## Compétition

### Avant-saison

#### Athlètes qualifiés
Le nombre de participants autorisés par nations est calculé après chaque période (la saison est divisée en quatre périodes) en fonction :
- du FIS World Ranking qui est un indicateur qui prend notamment en compte le classement général de la compétition
- le classement de la coupe continentale

Chez les hommes, le quota maximal est de 11 athlètes. Chez les femmes, il est de 8.
Sont sélectionnables :
- les athlètes nés avant l'an 2005 ;
- les athlètes ayant inscrits des points en coupe du monde ;
- les athlètes ayant inscrits des points en coupe continentale lors de la saison en cours ou lors de la saison précédente ;
- les médaillés dans les épreuves individuelles des précédents Championnats du monde junior. Ils ne se sont sélectionnables que jusqu'au début des Championnats du monde junior.

Deux conditions exceptionnelles sont rajoutés en raison de la pandémie de coronavirus chez les femmes : 
- Des athlètes ayant marqué des points en coupe du monde de saut à ski lors de la saison en cours ou lors de la saison précédente ;
- Des athlètes ayant marqué des points en coupe continentale de saut à ski lors de la saison en cours ou lors de la saison précédente.

#### Athlètes participants et favoris
Double tenant du titre, le Norvégien Jarl Magnus Riiber est le favori pour le classement général. Lors de l'intersaison, il a fait une chute importante le genou droit et il est devenu père. Plusieurs autres athlètes norvégiens sont considérées comme des outsiders. Il s'agit de Jens Lurås Oftebro, de Jørgen Graabak et d'Espen Bjørnstad.
Pour les autres pays, l'Equipe pense que Vinzenz Geiger peut briller au classement général. Les autres athlètes allemands comme Fabian Rießle, Eric Frenzel et Johannes Rydzek semblent plus en mesure de viser des victoires de courses que le classement,. Pour les Autrichiens, les athlètes les plus attendus sont Franz-Josef Rehrl, Lukas Greiderer et Mario Seidl qui revient d'une rupture des ligaments croisés. Akito Watabe semble le japonais le plus régulier,. Comme depuis plusieurs années, les Finlandais sont menés par Ilkka Herola et Eero Hirvonen. L'équipe de France sera emmené par Antoine Gérard alors que Laurent Muhlethaler est blessé en début du saison.
En 2020, Bernhard Gruber doit faire une pause dans sa carrière en raison de problèmes cardiaques. Il espère revenir en cours de saison sur le circuit mondial.

### Déroulement de la compétition

#### Ruka

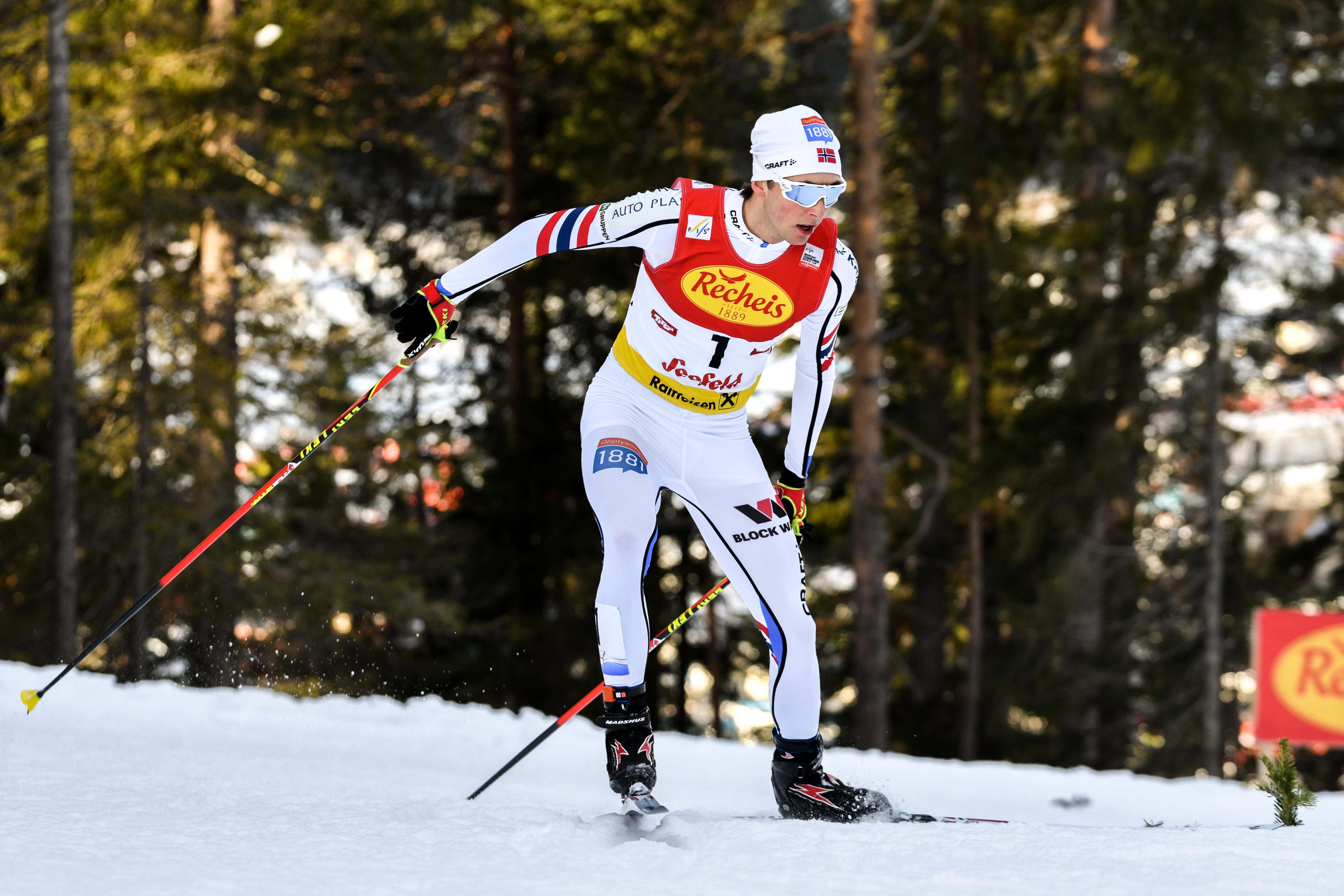
Jarl Magnus Riiber commence la saison par deux victoires.

La saison commence en Finlande à Ruka à huis clos. Lors de ce Ruka Tour, trois courses individuelles sont au programme sur le plus grand tremplin de la saison (HS 142),. Ernest Yahin est testé positif puis négatif et il doit s'isoler et déclarer forfait. Selon certains médias norvégiens, il n'aurait pas respecté sa quarantaine ce qui aurait la raison de l'absence des athlètes norvégiens à des épreuves de la coupe du monde de ski de fond 2020-2021.

##### Première épreuve
Le concours de saut à ski de la première course est remporté par le jeune autrichien, Johannes Lamparter, grâce à un saut à 147 m. Il devance de 11 secondes l'Estonien Kristjan Ilves qui a sauté à 144 m,. Le japonais Ryōta Yamamoto est troisième à 24 secondes et le favori pour le classement général Jarl Magnus Riiber est quatrième à 32 secondes. Ensuite, quatre athlètes sont à environ 45 secondes du leader. Il y a dans ce groupe Manuel Faisst qui a dominé le saut de réserve, Mario Seidl qui revient d'une rupture des ligaments croisés, Jens Lurås Oftebro et Akito Watabe. Lors de la course de ski de fond de 5 km, Jarl Magnus Riiber rattrape successivement Ryōta Yamamoto, puis Kristjan Ilves et Johannes Lamparter. Il lâche le jeune autrichien dans la dernière montée et il s'impose. Pour la troisième, Kristjan Ilves s'est longtemps accroché mais il est doublé en fin de course par Jens Lurås Oftebro qui termine troisième et Manuel Faisst qui termine quatrième. Akito Watabe prend la sixième place devant Mario Seidl et Ryōta Yamamoto.

##### Deuxième épreuve
Le lendemain, Jarl Magnus Riiber domine le concours de saut. En effet, un saut à 141 m lui permet de disposer de 14 secondes sur Akito Watabe qui a sauté à 139,5 m. Derrière les écarts sont plus importants. Manuel Faißt est à 38 secondes, Yoshito Watabe et Franz-Josef Rehrl sont respectivement à 42 et 43 secondes. Ensuite, il y a les Allemands, Eric Frenzel qui a gagné à cinq reprises le classement général de la Coupe du monde et Johannes Rydzek ainsi que l'autrichien Johannes Lamparter. Lors de la course de ski de fond, Jarl Magnus Riiber part vite et remporte la course en solitaire. Derrière Akito Watabe est rejoint par Manuel Faisst, Eric Frenzel et 
Franz-Josef Rehrl. Dans la dernière montée, Eric Frenzel lâche les autres athlètes et termine deuxième devant Akito Watabe, Franz-Josef Rehrl et Manuel Faisst. Ainsi, le podium est composé des trois derniers vainqueurs du classement général de la Coupe du monde. Il s'agit du premier podium d'Eric Frenzel depuis décembre 2018. Pour la sixième place, Johannes Lamparter devance Johannes Rydzek.

##### Troisième et dernière épreuve
Lors de la troisième et dernière journée du Ruka Tour, le concours de saut ne peut pas être disputé en raison d'un vent trop important. Ainsi, le saut de réserve disputé la veille de la première course est utilisé. Jarl Magnus Riiber qui avait été disqualifié en raison de sa combinaison lors de ce saut ne peut donc pas participer cette troisième course. Manuel Faisst est en tête et il dispose de 18 s sur Jens Lurås Oftebro, 28 s sur Johannes Lamparter et 29 s sur Kristjan Ilves. Derrière, il y a Fabian Riessle, Franz-Josef Rehrl, Akito Watabe et Eric Frenzel à près d'une minute et trente secondes. En ski de fond, Jens Lurås Oftebro rejoint Manuel Faisst dans le premier tour. Dans le deuxième tour, Fabian Riessle et Johannes Lamparter rejoignent le duo de tête. Le rythme dans le groupe ralentit ce qui permet à l'Estonien Kristjan Ilves de revenir un temps dans le groupe de tête. Jens Lurås Oftebro attaque dans la dernière montée et remporte la course devant Fabian Riessle. Derrière, Manuel Faisst remporte le sprint pour la troisième place face à Johannes Lamparter. Malgré son absence à la troisième course, Jarl Magnus Riiber remporte le classement général de ce Ruka Tour.

#### Ramsau

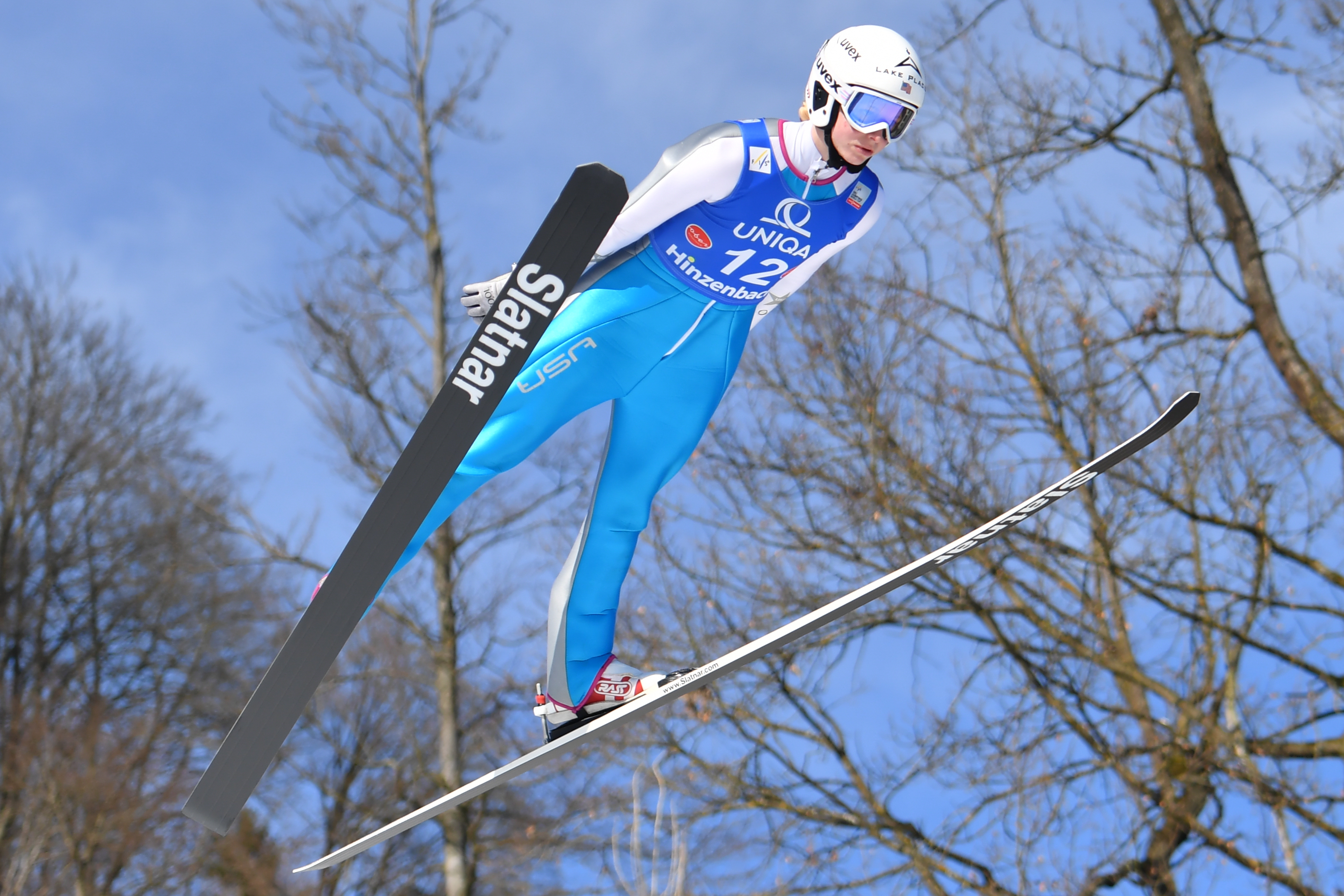
Tara Geraghty-Moats remporte la première épreuve de coupe du monde de l'histoire.

##### Première épreuve féminine
À la suite du report des épreuves de Lillehammer et les annulations des courses d'Otepäa, la première épreuve de coupe du monde féminine a lieu à Ramsau le 18 décembre. Cette course rassemble 32 femmes représentant 9 nations. Le concours de saut est dominé par Gyda Westvold Hansen avec un saut de 94,5 m. Ce saut lui permet de devancer de 26 secondes l'Italienne Veronica Gianmoena qui a sauté à 91 m et de 29 s la Japonaise Anju Nakamura,. Derrière, la favorite Tara Geraghty-Moats est à 39 s notamment en raison d'un saut court (86,5 m). Treize athlètes sont au moins d'une minute de l'athlète de tête. Lors de la course de fond, Tara Geraghty-Moats part rapidement et elle reprend la japonaise Anju Nakamura puis Gyda Westvold Hansen dans le deuxième et dernier tour. Cependant, la Norvégienne s'accroche et termine seulement à 1,5 s de l'américaine. Anju Nakamura complète le podium. Derrière, les autres athlètes sont à plus d'une minute et c'est Marte Leinan Lund qui termine 4e alors qu'elle s'était élancer en douzième position. Il y a trois Italiennes parmi les 12 premières et les Allemandes ont déçu.

##### Saut de réserve des épreuves masculines
Le même jour, lors du saut de réserve des athlètes masculins, l'Autrichien Franz-Josef Rehrl se blesse au genou à la réception d'un saut très long et se voit obligé de déclarer forfait pour les compétitions. Il se fait opérer quelques jours plus tard et il est absent plusieurs mois.

##### Première épreuve masculine
Le 19 décembre se déroule la première épreuve masculine du week-end. Jarl Magnus Riiber domine le concours de saut. Cependant son avance est très limitée sur ses poursuivants qui sont Yoshito Watabe, à 10 s, Johannes Lamparter, à 12 secondes, et Vinzenz Geiger, vainqueur d'une course l'année dernière, à 25 s,. Fabian Riessle est à 41 s et d'autres skieurs rapides comme Eric Frenzel, Johannes Rydzek et Akito Watabe sont à environ une minute. Dix-sept athlètes sont au moins d'une minute du leader. Lors de la course de ski de fond, Jarl Magnus Riiber est rattrapé à la mi-course par un groupe de trois skieurs composés de Vinzenz Geiger, Johannes Lamparter et 
Lukas Greiderer. Un peu plus tard, Fabian Riessle rejoint la tête. Finalement, l'épreuve est remportée par l'Allemand Vinzenz Geiger, qui réédite sa performance de l'année précédente sur le même parcours en battant au sprint le Norvégien Riiber. Le troisième de l'étape est autrichien : il s'agit de Lukas Greiderer.

##### Seconde épreuve masculine
Enfin, le 20 décembre, Jarl Magnus Riiber domine à nouveau le concours de saut à ski. Cependant, en raison d'une réception compliquée, il ne dispose que de 6 s d'avance le Japonais Yoshito Watabe. Les écarts avec les autres concurrents sont également faibles. Le vainqueur de la veille, Vinzenz Geiger est à 15 s, ses compatriotes Eric Frenzel et Fabian Riessle sont tous les deux à 34 s. Alessandro Pittin, bien que 22e n'est qu'à 51 s. Dans la course de ski de fond, Jarl Magnus Riiber est rejoint par Akito Watabe et le duo est ensuite repris par un groupe plus étoffé notamment composé de Vinzenz Geiger, d'Espen Bjørnstad et de Lukas Greiderer. Enfin, dans le troisième tour, Fabian Riessle parvient à rentrer seul sur le groupe de tête. Finalement, Vinzenz Geiger l'emporte au sprint devant Jarl Magnus Riiber. Fabian Riessle prend la troisième place devant deux autrichiens, Johannes Lamparter et Lukas Greiderer.

#### Val di Fiemme

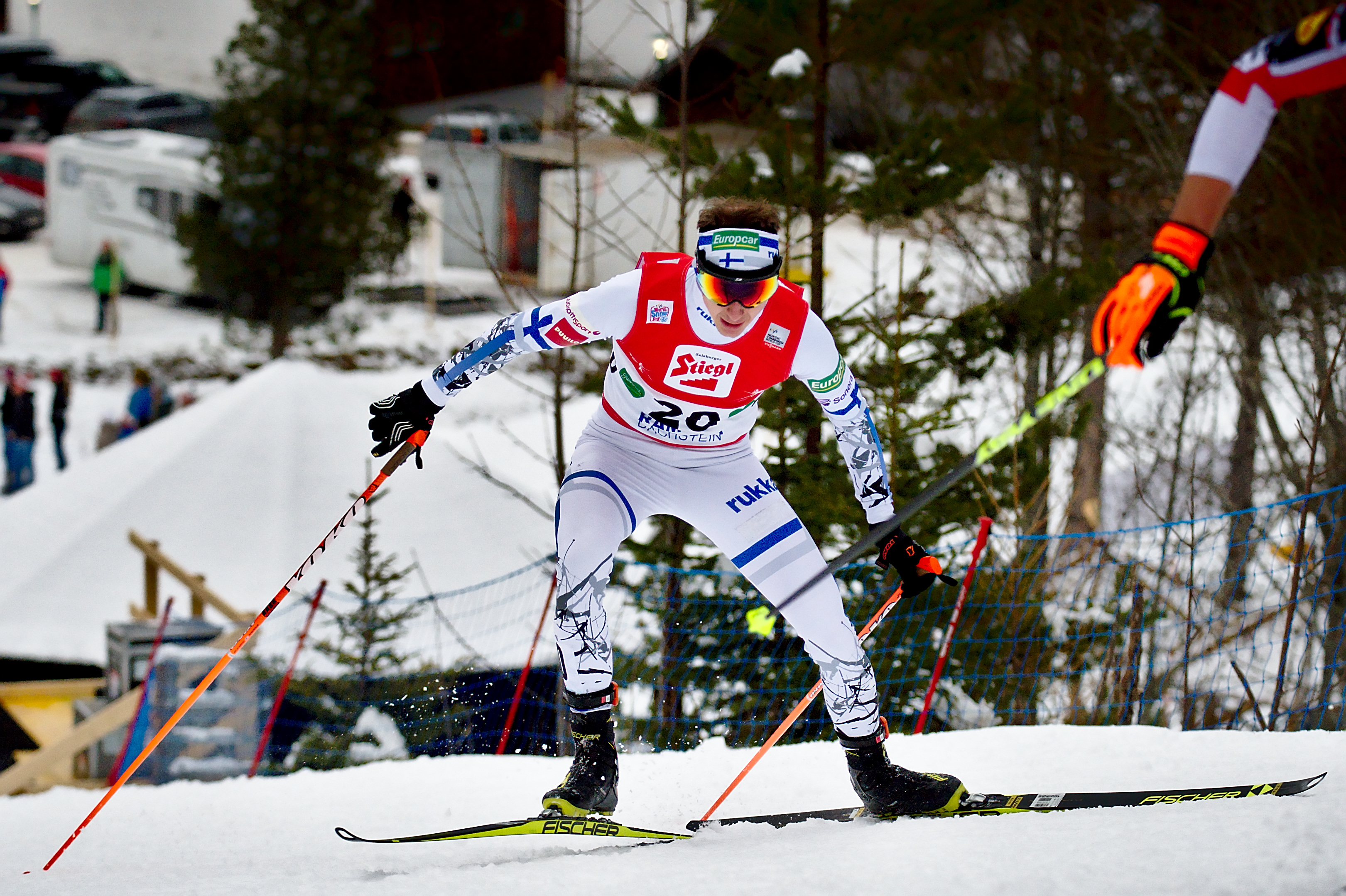
Ilkka Herola (ici en 2016) signe un podium individuel et un par podium par équipe lors de ce week-end.

Quatre semaines plus tard, la compétition reprend au Val di Fiemme.

##### Première épreuve
Le concours de saut de la première course est perturbé par le vent. En effet, les meilleurs athlètes s’élancent avec moins d'élan (et avec des compensations en points). Malgré tout, Jarl Magnus Riiber réalise le saut le plus long du concours, à 106 m, ce qui lui permet de disposer de 40 s d'avance sur le second. Derrière, Akito Watabe est deuxième et Fabian Riessle, troisième, à 50 s. Ensuite, de nombreux concurrents dont des skieurs rapides sont à environ une minute du leader : Johannes Lamparter est quatrième à 56 s, Eric Frenzel est onzième à une minute et 12 s et Vinzenz Geiger, douzième à une minute et 14 s. Jarl Magnus Riiber fait la course en tête et il n'est pas rejoint. Il s'agit de sa trentième victoire en coupe du monde. Derrière, Vinzenz Geiger, Jens Lurås Oftebro et Ilkka Herola rejoindre le groupe de chasse rapidement. Jorgen Graabak, parti avec une minute et 39 s, rejoint également ce groupe un peu plus tard. À mi-course, le groupe de chasse est composé de dix athlètes et il est situé à 50 s de l'homme de tête. Un tour plus tard, l'écart est descendu à 40 s. Dans la dernière côte, Ilkka Herola se détache et termine deuxième à 8 s de Jarl Magnus Riiber . Le sprint pour la troisième place est dominé Vinzenz Geiger et il devance ces compatriotes Fabian Riessle et Eric Frenzel.

##### Sprint par équipes
Le lendemain, un sprint par équipes est au programme,. Lors du concours de saut, la deuxième équipe du Japon composée de Hideaki Nagai et de Ryota Yamamoto domine le concours de saut avec des sauts à 100 m et 104,5 m,. Ils ont respectivement terminé deuxième et premier de leur groupe. Derrière, la première équipe d'Allemagne composé d'Eric Frenzel et de Fabian Riessle est à 9 s soit deux secondes devant la première équipe autrichienne composé de Lukas Greiderer et Johannes Lamparter. En quatrième position à 16 s, il y a la première équipe norvégienne composée de Jorgen Graabak et d'Espen Bjørnstad (Jarl Magnus Riiber vainqueur la veille est forfait). Un peu plus loin, les skieurs rapides comme la première équipe de Finlande composée d'Eero Hirvonen et d'Ilkka Herola est à 28 s et l'Italie I composée de Raffaele Buzzi et d'Alessandro Pittin est à 58 s. Lors de la course de ski de fond (de 15 km découpée en relais de 1,5 km par athlète à effectuer cinq fois), la victoire est revenue à l'équipe d'Allemagne I, les champions du monde en titre. En début de course, quatre équipes (Allemagne I, Autriche I, Norvège I et Japon II) sont ensemble jusqu'au troisième tour où Ryota Yamamoto est lâché. Un peu plus tard, c'est Espen Bjørnstad qui est lâché de la tête et qui est repris par un imposant groupe de poursuivants. Dans le dernier tour, Fabian Riessle parvient à prendre au sprint le meilleur sur Lukas Greiderer pour la victoire. Derrière, c'est Eero Hirvonen qui parvient à prendre le meilleur sur Julian Schmid (Allemagne II) et Jorgen Graabak.

##### Seconde épreuve individuelle
Lors de la dernière course, une épreuve individuelle est au programme. Les résultats du concours de saut sont extrêmement serrés. Ryota Yamamoto saute à 103,5 m et il devance de 2 s le Français Laurent Muhlethaler et de 3 s Jarl Magnus Riiber. Les frères Watabe sont à 11 s, Espen Bjørnstad à 12 s et l'Italien Alessandro Pittin est à 14 s. Au total, vingt-deux athlètes dont des skieurs rapides sont à moins d'une minute du leader. Lors de la course de ski de fond, un regroupement d'une vingtaine athlètes se forme. Le rythme est peu élevé, avec peu d'athlètes lâchés et des athlètes comme Jorgen Graabak, parti avec une minute et 8 s, parviennent à rejoindre le groupe de tête en fin de course. Dans la dernière montée, alors qu'il y a toujours une quinzaine d'athlètes, Jarl Magnus Riiber attaque et il parvient à l'emporter au sprint. Il devance les Allemands Vinzenz Geiger et Eric Frenzel. Jørgen Graabak, Alessandro Pittin et Ilkka Herola termine juste derrière aux quatrième, cinquième et sixième place.

#### Lahti
À Lahti, un nouveau sprint par équipes est au programme. Lors du concours de saut à ski, le revenant Bernhard Gruber, absent depuis plusieurs mois en raison de problème cardiaque, et Mario Seidl domine le concours
. Les Autrichiens ont sauté à 117,5 m pour Bernhard Gruber et 119,5 m pour Mario Seidl. Ces sauts leur permettent de disposer d'une seconde d'avance sur la deuxième équipe d'Allemagne composée de Terence Weber et d'Eric Frenzel. À quatre secondes, il y a l'équipe du Japon et la première équipe allemande qui fait office de favoris. Les deux équipes norvégiennes sont respectivement à 27 s et 30 s. Dans la course de ski de fond, les quatre premières équipes forment un groupe et derrière les deux équipes norvégiennes se relaient. Dans le cinquième tour, les deux équipes allemandes prennent quelques secondes sur un groupe composé des deux équipes norvégiennes qui sont revenues et des équipes lâchés, l'Autriche et le Japon. En deuxième partie de course, la situation change avecla première équipe d'Allemagne composée de Vinzenz Geiger et de Fabian Riessle qui part seule en tête. Elle est suivie à une dizaine de secondes par la première équipe de Norvège et par l'équipe japonaise. La deuxième allemande qui était en tête est quatrième. Finalement Jorgen Graabak revient sur Fabian Riessle et dans le dernier tour Jarl Magnus Riiber prend le meilleur sur Vinzenz Geiger. Derrière, le duo japonais composé d'Akito Watabe et de Ryōta Yamamoto signe son premier podium dans ce type d'épreuve.
Le lendemain, une épreuve individuelle est disputée. Lors du concours de saut, les Japonais Ryota Yamamoto et Akito Watabe dominent le concours. Ryota Yamamoto qui a sauté à 126 m devance d'une seconde son compatriote qui a sauté à 129,5 m. Ryota Yamamoto a fait abaisser l'élan afin de bénéficier de compensation en points ce qui explique pourquoi il devance les autres concurrents malgré une distance moins élevée. Derrière, Jarl Magnus Riiber est troisième à 28 s avec un saut à 130 m mais poser sans
télémark (de). Les Français Laurent Muhlethaler et Antoine Gérard signent une belle performance avec respectivement la cinquième et la dixième place. Johannes Rydzek, en retrait en saut depuis le début de la saison, signe la huitième place et il s'élance avec une minute et 6 s de retard. Lors de la course de ski de fond, les deux Japonais font la course ensemble jusqu'à la mi-course où ils sont rejoints par Jarl Magnus Riiber,. Un kilomètre plus tard, Akito Watabe attaque et il ne sera jamais rejoint. Akito Watabe remporte sa dix-neuvième victoire en coupe du monde et il égale ainsi son compatriote Kenji Ogiwara. Derrière, Jarl Magnus Riiber lâche Ryota Yamamoto dans le dernier tour. Il s'agit du premier podium individuel de Ryota Yamamoto  dans cette compétition.

#### Seefeld

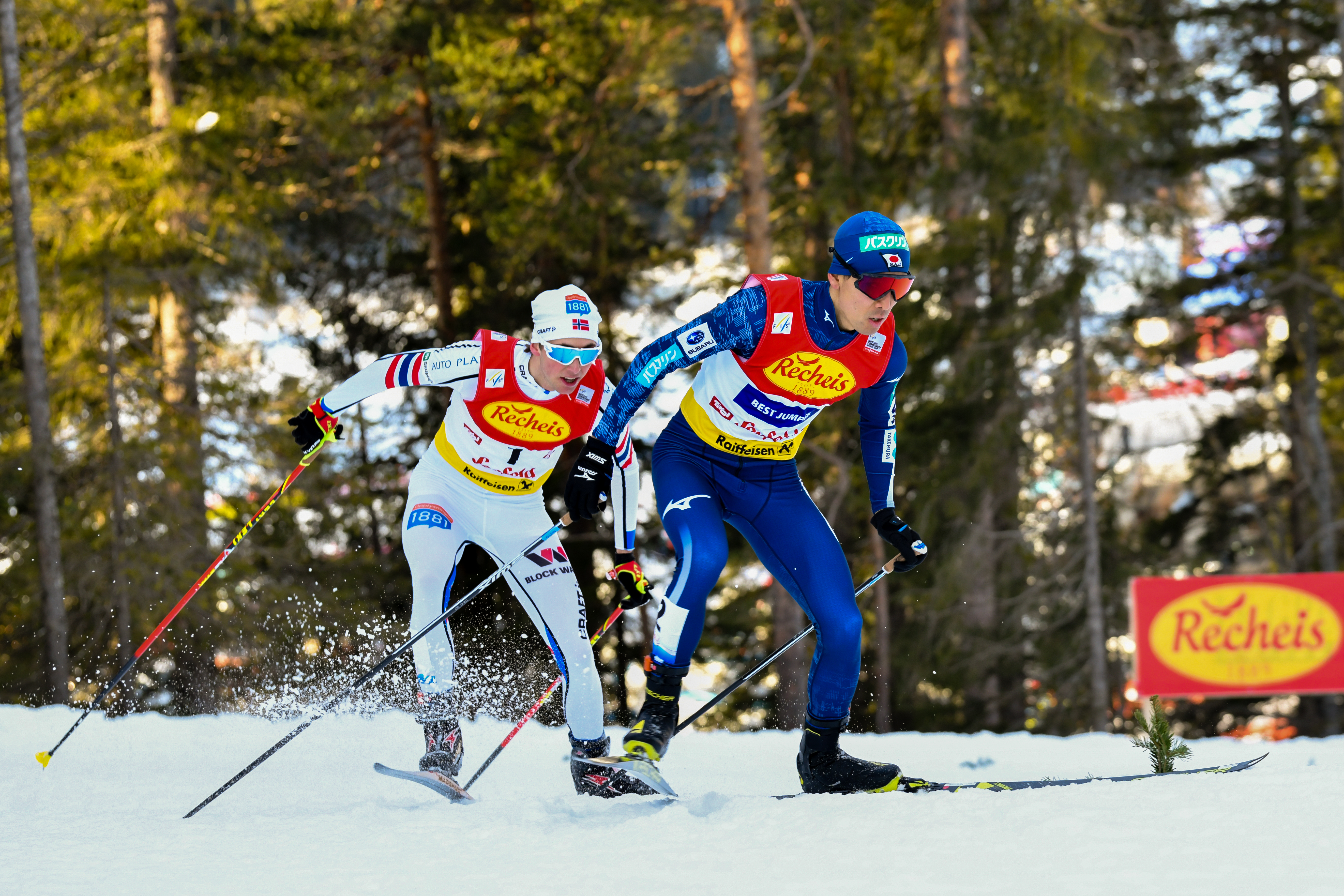
Akito Watabe et Jarl Magnus Riiber, ici en 2018.

Lors du dernier week-end du mois de janvier, le Triple de Seefeld est au programme. Lors de la première course, le saut de réserve disputé quelques heures avant le concours de saut doit être utilisé en raison des conditions de vents. Ainsi, Akito Watabe et Jarl Magnus Riiber qui ont tous les deux réalisés 109,5 m sont devants au classement et sont séparés par 0,1 points à l'avantage du Norvégien. Les deux athlètes s’élanceront ensemble pour la course de ski de fond et derrière les écarts sont importants.Espen Bjørnstad qui a réalisé le plus long saut du concours à 111 m est troisième à 24 s. Johannes Lamparter est quatrième à 45 s, Ilkka Herola, cinquième à 56 s et derrière les Allemands Vinzenz Geiger, Manuel Faisst et Fabian Riessle sont quelques secondes derrière. Lors de la course de fond de 5 km, les deux leaders font la course ensemble, se relaient et se dispute la victoire au sprint. Jarl Magnus Riiber l'emporte de quelques centimètres à la photo-finish. Derrière, Espen Bjørnstad a essayé de garder sa troisième place mais il a craqué en fin de course. En effet, il est doublé en fin de course par Vinzenz Geiger et par Ilkka Herola et c'est l'Allemand qui remporte le sprint pour la troisième place.
Le lendemain, c'est à nouveau Jarl Magnus Riiber qui domine le concours de saut,. Le Norvégien qui s'est élancé avec des conditions de vents difficiles a réussi malgré tout à sauter à 99 m. Ce saut lui permet de disposer de 27 s d'avance sur Akito Watabe qui a sauté à 97 m. Ilkka Herola est troisième à 59 s et Fabian Riessle qui a également sauté à 99 m est quatrième à une minute et 14 s. Dans la course de ski de fond, Jarl Magnus Riiber réalise l'intégralité de la course en tête en solitaire et il l'emporte. Derrière, Akito Watabe est repris par Ilkka Herola après 3,5 km et les deux athlètes font la fin de course ensemble. Au sprint, Akito Watabe l'emporte sur le Finlandais et les deux athlètes terminent à une trentaine de secondes du vainqueur. Quatre athlètes terminent à un peu moins d'une minute du vainqueur : il s'agit des Allemands Eric Frenzel, Vinzenz Geiger et Fabian Rießle ainsi que l'Autrichien Johannes Lamparter.
Enfin, c'est toujours Jarl Magnus Riiber qui est en tête à l'issue du concours de saut du troisième jour. En effet, malgré une réception difficile, le Norvégien dispose de 38 s d'avance sur Akito Watabe et d'une minute et 8 s sur Ilkka Herola. Ce dernier a réalisé un saut à 105 m mais il n'a pas pu poser un télémark (de) ce qui lui fait perdre des points et donc du temps sur le leader. Derrière les écarts sont importants et Johannes Lamparter est quatrième à une minute et 25 s. Les Allemands Eric Frenzel, Vinzenz Geiger et Fabian Riessle sont à environ deux minutes de la tête. Lors de la course de ski de fond de 15 km, Ilkka Herola rattrape Akito Watabe après environ 3,6 km et ensuite les deux athlètes unissent forces. Les efforts paient et ils reviennent sur Jarl Magnus Riiber juste après le dixième kilomètre. Jarl Magnus Riiber mène le trio et il attaque dans la dernière montée. Akito Watabe et Ilkka Herola ne peuvent pas suivre et Jarl Magnus Riiber s'impose dans le Triple de Seefeld pour la deuxième année consécutive. Ilkka Herola devance Akito Watabe pour la deuxième place. Derrière un trio Allemand composé de Vinzenz Geiger, Fabian Rießle et Eric Frenzel se relaie toute la course mais ne parvient pas rentrer sur le trio de tête. Cependant, ils parviennent à reprendre Johannes Lamparter qui était quatrième après le saut. Finalement, Eric Frenzel termine quatrième devant Vinzenz Geiger et Johannes Lamparter,.

#### Klingenthal

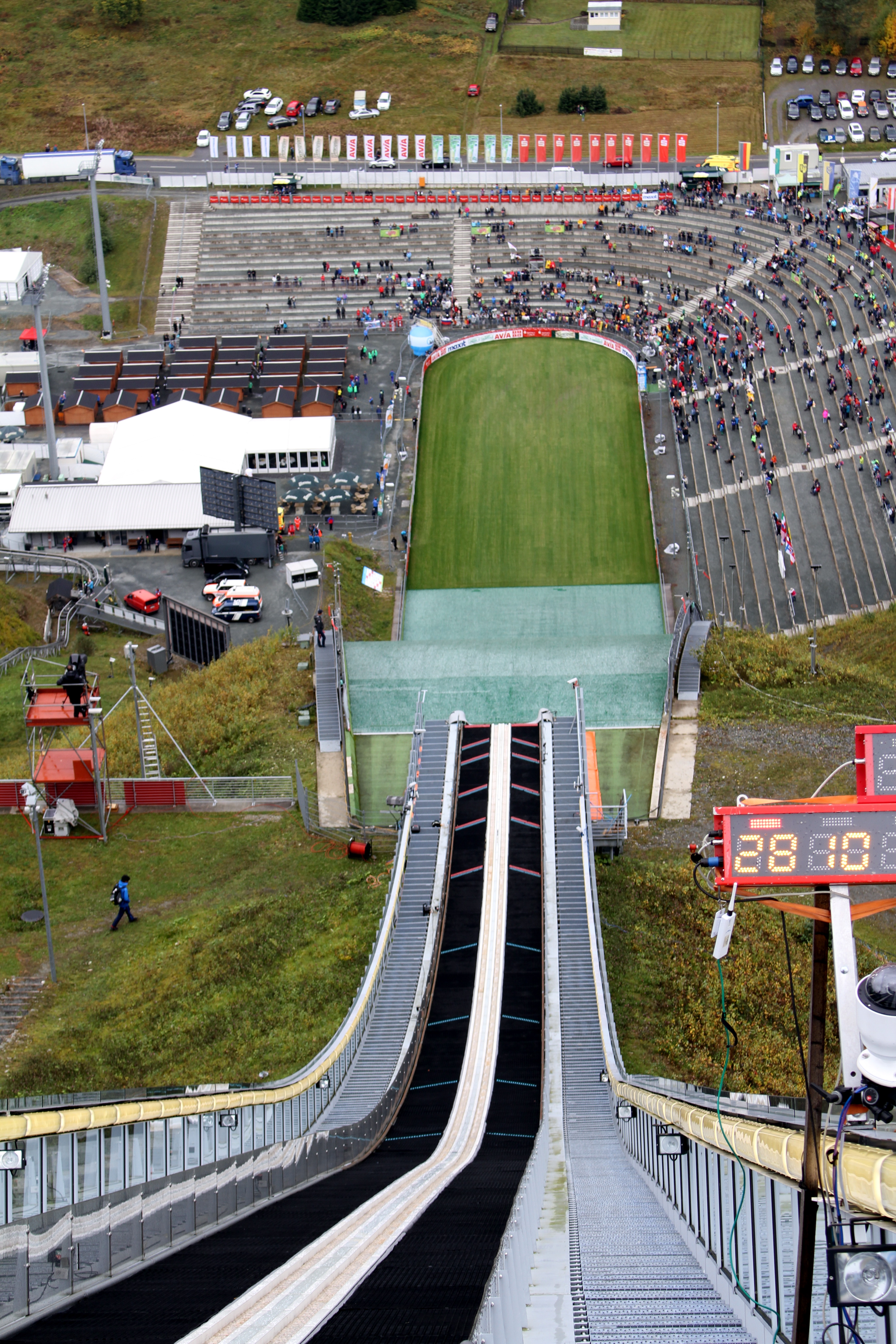
Vue depuis le haut du tremplin de Klingenthal.

Jarl Magnus Riiber est absent des deux courses programmés à Klingenthal afin de se préparer au mieux pour les championnats du monde. Lors de la première course, Ryota Yamamoto domine le concours de saut. Il saute à 141,5 m ce qui lui permet de disposer de 32 s sur Terence Weber, de 40 s sur Laurent Muhlethaler et 42 s sur Simen Tiller. Derrière, les favoris sont regroupés et proches de la tête. Akito Watabe est cinquième à 44 s juste devant Fabian Riessle. Johannes Rydzek, Johannes Lamparter, Lukas Greiderer, Eric Frenzel, Vinzenz Geiger ou encore Ilkka Herola s’élancent tous avec moins d'une minute de retard sur le leader. Dans la course de ski de fond, Ryota Yamamoto part seul en tête et il est suivi par un groupe de poursuivants composé de 13 athlètes. Ryoto Yamamoto est repris à mi-course par le groupe de poursuivants qui n'est plus composé que de dix athlètes,. Dans l'avant-dernier tour, Eric Frenzel accélère et il est suivi par ses compatriotes Fabian Riessle, Johannes Rydzek et Vinzenz Geiger ainsi que par Ilkka Herola et Akito Watabe. Dans le dernier tour, Vinzenz Geiger accélère dans une montée et il parvient à créer un écart sur Ilkka Herola et les Allemands du groupe. Il ne sera jamais repris et l'emporte. Dans le sprint final, Eric Frenzel et Fabian Riessle double Ilkka Herola et donc les allemands réalisent le triplé.
Le lendemain, Vinzenz Geiger l'emporte. Lors du concours de saut, Lukas Greiderer réalise le record du tremplin à 148,5 m ce qui lui permet de disposer de 4 s d'avance sur Ryota Yamamoto. Le japonais n'est pas loin en temps grâce à un saut à 138 m réalisé avec deux plateformes d'élan de moins que l'autrichien. Manuel Faisst est troisième à 12 s et il devance Akito Watabe et Vinzenz Geiger qui sont respectivement à 19 et à 23 s. Johannes Lamparter et Jens Lurås Oftebro sont à 40 s et il devance d'une vingtaine de secondes trois allemands Fabian Rießle, Johannes Rydzek et Eric Frenzel. Lors de la course de ski de fond, Lukas Greiderer fait la course en tête mais il est repris peu après la mi-course par Akito Watabe et Vinzenz Geiger. Dans le dernier tour, Vinzenz Geiger attaque et Lukas Greiderer essaie de s'accrocher. Vinzenz Geiger l'emporte et Akito Watabe qui a gardé son rythme lors du dernier tour parvient à dépasser dans la dernière ligne Lukas Greiderer pour la deuxième place,. Derrière, le duo Johannes Lamparter et Jens Lurås Oftebro est repris après 6 km par le trio allemand. Ce groupe est à plus de quarante secondes de la tête et ne rentre pas. Jens Lurås Oftebro règle le sprint de ce groupe devant Fabian Rießle, Johannes Rydzek, Eric Frenzel et Johannes Lamparter.

#### Klingenthal 2
En raison d'un manque de neige à Schonach, les finales de la coupe se déroulent à Klingenthal sur une piste raccourcie par rapport aux courses précédentes. Ces courses se déroulent un mois après les précédentes et quelques jours après les championnats du monde de ski nordique 2021. En raison du vent, le saut de réserve ne peut avoir lieu et il est finalement annulé.
Lors de la première course, Jarl Magnus Riiber réalise un saut à 143 m ce qui lui permet de prendre la tête de l'épreuve. Il devance de 6 s Akito Watabe et de 12 s Ryota Yamamoto. Ce dernier a réalisé un saut à 149 m, soit le record du tremplin. Il n'est que troisième en raison d'une réception difficile lors de son saut. Ensuite, Mario Seidl est quatrième à 18 s. Derrière, les écarts sont plus importants, avec Laurent Muhlethaler, Manuel Faisst et Espen Andersen à une quarantaine de secondes. À partir de Marco Heinis qui est huitième, les écarts avec le leader sont à plus d'une minute. Dans la course de ski de fond, Jarl Magnus Riiber et Akito Watabe font la course ensemble et ils ne sont jamais rejoints. Derrière un groupe de poursuivants se constituent avec Mario Seidl, Ryota Yamamoto, Laurent Mühlethaler, Manuel Faißt et Espen Andersen. Johannes Lamparter rejoint ce groupe après 7,4 km de course. En fin de course, Espen Andersen essaie de lâcher les autres concurrents mais Johannes Lamparter le double pour la troisième place. Manuel Faisst termine quatrième devant Espen Andersen.
Le lendemain, la dernière course de la saison est au programme. Le concours de saut est disputé dans de bonnes conditions de vents et c'est Ryota Yamamoto qui domine le concours avec un saut à 143 m,. Il devance de 7 s Jarl Magnus Riiber qui a sauté à 139,5 m et de 9 s Espen Bjørnstad qui a sauté à 139 m. Derrière, l'écart est plus important. Manuel Faisst et son compatriote Fabian Riessle sont à une trentaine de secondes et deux autrichiens Mario Seidl et Johannes Lamparter sont à une quarantaine de secondes. Vinzenz Geiger et Akito Watabe sont loin, à plus d'une minute du leader. Dans la course de ski de fond, les hommes en tête après le saut forme un groupe pendant les 5 premiers kilomètres. Ensuite, Ryota Yamamoto ne peut pas suivre le rythme et est lâché. Finalement, la victoire se joue entre Jarl Magnus Riiber et Espen Bjørnstad et c'est le premier nommé qui remporte sa neuvième course de la saison, sa 36e en coupe du monde. Espen Bjørnstad signe quant à lui son cinquième podium en coupe du monde. Derrière, Ryota Yamamoto est repris par un duo de poursuivants composé de Johannes Lamparter et de Fabian Rießle après 7,4 km de course. Finalement, c'est Fabian Riessle qui prend le meilleur sur Johannes Lamparter pour la troisième place et Ryota Yamamoto parvient à conserver la cinquième place.

### Bilan de la compétition
Chez les hommes, Jarl Magnus Riiber remporte son troisième gros globe consécutif. Il domine également le classement du meilleur sauteur et Ilkka Herola remporte celui du meilleur skieur. Jarl Magnus Riiber a remporté neuf des quinze courses de la saison ainsi que le « Ruka Tour » inaugural, les Trois jours du combiné nordique, deux médailles aux championnats du monde de ski nordique et donc le classement général de la coupe du monde. Pour Johnny Spillane, ancien médaillé olympique et commentateur du saut à ski et du combiné nordique sur NBC, Jarl Magnus Riiber peut déjà être considéré comme un des plus grands athlètes de l'histoire du combiné nordique. Il pense que Jarl Magnus Riiber est « un incroyable sauteur à ski, un très bon fondeur et un fantastique sprinteur ». Johnny Spillane rajoute que les jeunes américains notamment Niklas Malacinski (de) devraient atteindre le plus haut niveau d'ici quelques années. Akito Watabe est pour la neuvième fois sur le podium du classement général de la coupe du monde. Enfin, la Coupe des Nations est remportée par l'Allemagne.
Chez les femmes, Tara Geraghty-Moats remporte la seule course de la saison et donc le classement général. Une fois la saison terminée, elle annonce qu'elle va retourner pratiquer le biathlon.
Les « Nordic Combined Awards 2021 » sacre Johannes Lamparter et Gyda Westvold Hansen comme athlètes de l'année. Les deux athlètes ont réalisé la performance d'être sacré champions du monde juniors et seniors la même année. Les entraîneurs de l'année sont Christoph Eugen chez les hommes et Thomas Kjelbotn chez les femmes. Enfin, les rookies sont Mattéo Baud et Sigrun Kleinrath.
Bernhard Gruber qui a pris le départ de 243 départs en coupe du monde prend sa retraite lors des championnats du monde 2021. Magnus Krog annonce également sa retraite,. Chez les Norvégiens, Ivar Stuan (no), responsable du combiné nordique à Fédération norvégienne de ski prolonge son contrat jusqu'en 2025. Par contre, l'entraîneur en chef de l'équipe norvégienne masculine, Peder Sandell, quitte ses fonctions. Il est remplacé par Jan Schmid.

## Classement général

### Femmes
| Rang | Nom                  | Points |
| ---- | -------------------- | ------ |
| 1    | Tara Geraghty-Moats  | 100    |
| 2    | Gyda W. Hansen       | 80     |
| 3    | Anju Nakamura        | 60     |
| 4    | Marte Leinan Lund    | 50     |
| 5    | Sigrun Kleinrath     | 45     |
| 6    | Lisa Hirner          | 40     |
| 7    | Mari Leinan Lund     | 36     |
| 8    | Veronica Gianmoena   | 32     |
| 9    | Annika Sieff         | 29     |
| 10   | Anastasia Goncharova | 26     |

| Rang | Nation     | Points |
| ---- | ---------- | ------ |
| 1    | Norvège    | 166    |
| 2    | États-Unis | 105    |
| 3    | Autriche   | 97     |
| 4    | Japon      | 92     |
| 5    | Italie     | 83     |
| 6    | Russie     | 48     |
| 7    | Allemagne  | 41     |
| 8    | Slovénie   | 19     |
| 9    | France     | 9      |

| Rang | Nom                 | Points |
| ---- | ------------------- | ------ |
| 1    | Gyda W. Hansen      | 100    |
| 2    | Veronica Gianmoena  | 80     |
| 3    | Anju Nakamura       | 60     |
| 4    | Claudia Purker      | 50     |
| 5    | Sigrun Kleinrath    | 45     |
| 6    | Tara Geraghty-Moats | 40     |
| 7    | Annika Sieff        | 36     |
| 8    | Lisa Hirner         | 32     |
| 9    | Daniela Dejori      | 29     |
| 10   | Mari Leinan Lund    | 29     |

| Rang | Nom                  | Points |
| ---- | -------------------- | ------ |
| 1    | Tara Geraghty-Moats  | 100    |
| 2    | Anju Nakamura        | 80     |
| 3    | Gyda Westvold Hansen | 60     |
| 4    | Marte Leinan Lund    | 50     |
| 5    | Anastasia Goncharova | 45     |
| 6    | Hanna Midtsundstad   | 40     |
| 7    | Lisa Hirner          | 36     |
| 8    | Sigrun Kleinrath     | 32     |
| 9    | Mari Leinan Lund     | 29     |
| 10   | Ayane Miyazaki       | 26     |

### Hommes
| Rang | Nom                | Points | Victoire(s) |
| ---- | ------------------ | ------ | ----------- |
| 1    | Jarl Magnus Riiber | 1 140  | 9           |
| 2    | Vinzenz Geiger     | 0810   | 4           |
| 3    | Akito Watabe       | 0757   | 1           |
| 4    | Fabian Riessle     | 0687   |             |
| 5    | Eric Frenzel       | 0608   |             |
| 6    | Johannes Lamparter | 0602   |             |
| 7    | Ilkka Herola       | 0594   |             |
| 8    | Jens Lurås Oftebro | 0491   | 1           |
| 9    | Lukas Greiderer    | 0425   |             |
| 10   | Manuel Faisst      | 0425   |             |

| Rang | Nation     | Points |
| ---- | ---------- | ------ |
| 1    | Allemagne  | 3 597  |
| 2    | Norvège    | 3 127  |
| 3    | Autriche   | 2 166  |
| 4    | Japon      | 1 552  |
| 5    | Finlande   | 1 043  |
| 6    | Italie     | 0412   |
| 7    | France     | 0312   |
| 8    | Estonie    | 0187   |
| 9    | Tchéquie   | 096    |
| 10   | États-Unis | 081    |

| Rang | Nom                 | Points |
| ---- | ------------------- | ------ |
| 1    | Jarl Magnus Riiber  | 1 010  |
| 2    | Ryota Yamamoto      | 0822   |
| 3    | Akito Watabe        | 0792   |
| 4    | Johannes Lamparter  | 0604   |
| 5    | Manuel Faisst       | 0524   |
| 6    | Yoshito Watabe      | 0509   |
| 7    | Laurent Muhlethaler | 0491   |
| 8    | Terence Weber       | 0461   |
| 9    | Fabian Riessle      | 0432   |
| 10   | Lukas Greiderer     | 0390   |

| Rang | Nom                | Points |
| ---- | ------------------ | ------ |
| 1    | Ilkka Herola       | 1 126  |
| 2    | Jørgen Graabak     | 0979   |
| 3    | Vinzenz Geiger     | 0803   |
| 4    | Fabian Riessle     | 0596   |
| 5    | Eric Frenzel       | 0586   |
| 6    | Eero Hirvonen      | 0562   |
| 7    | Johannes Rydzek    | 0536   |
| 8    | Jens Lurås Oftebro | 0463   |
| 9    | Taylor Fletcher    | 0423   |
| 10   | Lukas Greiderer    | 0379   |

## Résultats

### Femmes
| Étape | Date             | Épreuve      | Vainqueur           | Deuxième             | Troisième     | Leader du classement |
| ----- | ---------------- | ------------ | ------------------- | -------------------- | ------------- | -------------------- |
| 1     | 18 décembre 2020 | HS 98 — 5 km | Tara Geraghty-Moats | Gyda Westvold Hansen | Anju Nakamura | Tara Geraghty-Moats  |

| Étape | Date           | Épreuve      | Vainqueur                                                                               | Deuxième                                                                                | Troisième                                                                               | Leader du classement                                                                    |
| ----- | -------------- | ------------ | --------------------------------------------------------------------------------------- | --------------------------------------------------------------------------------------- | --------------------------------------------------------------------------------------- | --------------------------------------------------------------------------------------- |
| -     | 2 janvier 2021 | HS 97 — 5 km | Annulé et non reprogrammé (épreuves non disputées en raison de la pandémie du COVID-19) | Annulé et non reprogrammé (épreuves non disputées en raison de la pandémie du COVID-19) | Annulé et non reprogrammé (épreuves non disputées en raison de la pandémie du COVID-19) | Annulé et non reprogrammé (épreuves non disputées en raison de la pandémie du COVID-19) |
| -     | 3 janvier 2021 | HS 97 — 5 km | Annulé et non reprogrammé (épreuves non disputées en raison de la pandémie du COVID-19) | Annulé et non reprogrammé (épreuves non disputées en raison de la pandémie du COVID-19) | Annulé et non reprogrammé (épreuves non disputées en raison de la pandémie du COVID-19) | Annulé et non reprogrammé (épreuves non disputées en raison de la pandémie du COVID-19) |

| Étape | Date                            | Épreuve      | Vainqueur                                                                                            | Deuxième                                                                                             | Troisième                                                                                            | Leader du classement                                                                                 |
| ----- | ------------------------------- | ------------ | --- | --- | --- | --- |
| -     | 4 décembre 2020 13 février 2021 | HS 98 — 5 km | Décalé, puis annulé et non reprogrammé (épreuves non disputées en raison de la pandémie du COVID-19) | Décalé, puis annulé et non reprogrammé (épreuves non disputées en raison de la pandémie du COVID-19) | Décalé, puis annulé et non reprogrammé (épreuves non disputées en raison de la pandémie du COVID-19) | Décalé, puis annulé et non reprogrammé (épreuves non disputées en raison de la pandémie du COVID-19) |
| -     | 5 décembre 2020 14 février 2021 | HS 98 — 5 km | Décalé, puis annulé et non reprogrammé (épreuves non disputées en raison de la pandémie du COVID-19) | Décalé, puis annulé et non reprogrammé (épreuves non disputées en raison de la pandémie du COVID-19) | Décalé, puis annulé et non reprogrammé (épreuves non disputées en raison de la pandémie du COVID-19) | Décalé, puis annulé et non reprogrammé (épreuves non disputées en raison de la pandémie du COVID-19) |

|                                                                                        |  |  |  |  |  |  |
| Oberstdorf Championnats du monde de ski nordique 2021 (22 février 2021 au 7 mars 2021) |  |  |  |  |  |  |
|                                                                                        |  |  |  |  |  |  |

### Hommes
| 3e édition du Ruka Tour                     |                  |                |                    |                    |                    |                      |
| Étape                                       | Date             | Épreuve        | Vainqueur          | Deuxième           | Troisième          | Leader du classement |
| 1                                           | 27 novembre 2020 | HS 142 — 5 km  | Jarl Magnus Riiber | Johannes Lamparter | Jens Lurås Oftebro | Jarl Magnus Riiber   |
| 2                                           | 28 novembre 2020 | HS 142 — 10 km | Jarl Magnus Riiber | Eric Frenzel       | Akito Watabe       | Jarl Magnus Riiber   |
| 3                                           | 29 novembre 2020 | HS 142 — 10 km | Jens Lurås Oftebro | Fabian Riessle     | Manuel Faisst      | Jarl Magnus Riiber   |
| Vainqueur du Ruka Tour : Jarl Magnus Riiber |                  |                |                    |                    |                    |                      |

| Étape | Date             | Épreuve       | Vainqueur      | Deuxième           | Troisième       | Leader du classement |
| ----- | ---------------- | ------------- | -------------- | ------------------ | --------------- | -------------------- |
| 4     | 19 décembre 2020 | HS 98 — 10 km | Vinzenz Geiger | Jarl Magnus Riiber | Lukas Greiderer | Jarl Magnus Riiber   |
| 5     | 20 décembre 2020 | HS 98 — 10 km | Vinzenz Geiger | Jarl Magnus Riiber | Fabian Riessle  | Jarl Magnus Riiber   |

| Étape | Date           | Épreuve       | Vainqueur                                                                               | Deuxième                                                                                | Troisième                                                                               | Leader du classement                                                                    |
| ----- | -------------- | ------------- | --------------------------------------------------------------------------------------- | --------------------------------------------------------------------------------------- | --------------------------------------------------------------------------------------- | --------------------------------------------------------------------------------------- |
| -     | 2 janvier 2021 | HS 97 — 10 km | Annulé et non reprogrammé (épreuves non disputées en raison de la pandémie du COVID-19) | Annulé et non reprogrammé (épreuves non disputées en raison de la pandémie du COVID-19) | Annulé et non reprogrammé (épreuves non disputées en raison de la pandémie du COVID-19) | Annulé et non reprogrammé (épreuves non disputées en raison de la pandémie du COVID-19) |
| -     | 3 janvier 2021 | HS 97 — 10 km | Annulé et non reprogrammé (épreuves non disputées en raison de la pandémie du COVID-19) | Annulé et non reprogrammé (épreuves non disputées en raison de la pandémie du COVID-19) | Annulé et non reprogrammé (épreuves non disputées en raison de la pandémie du COVID-19) | Annulé et non reprogrammé (épreuves non disputées en raison de la pandémie du COVID-19) |

| Étape | Date            | Épreuve                             | Vainqueur                                  | Deuxième                                         | Troisième                                | Leader du classement |
| ----- | --------------- | ----------------------------------- | ------------------------------------------ | ------------------------------------------------ | ---------------------------------------- | -------------------- |
| 6     | 15 janvier 2021 | HS 106 — 10 km                      | Jarl Magnus Riiber                         | Ilkka Herola                                     | Vinzenz Geiger                           | Jarl Magnus Riiber   |
| 7     | 16 janvier 2021 | Sprint par équipe HS 106 - 2x7,5 km | Allemagne I- Eric Frenzel - Fabian Riessle | Autriche I- Lukas Greiderer - Johannes Lamparter | Finlande I- Eero Hirvonen - Ilkka Herola |                      |
| 8     | 17 janvier 2021 | HS 106 — 10 km                      | Jarl Magnus Riiber                         | Eric Frenzel                                     | Vinzenz Geiger                           | Jarl Magnus Riiber   |

| Étape | Date            | Épreuve                             | Vainqueur                                      | Deuxième                                     | Troisième                              | Leader du classement |
| ----- | --------------- | ----------------------------------- | ---------------------------------------------- | -------------------------------------------- | -------------------------------------- | -------------------- |
| 9     | 23 janvier 2021 | Sprint par équipe HS 130 - 2x7,5 km | Norvège I- Jørgen Graabak - Jarl Magnus Riiber | Allemagne I- Fabian Riessle - Vinzenz Geiger | Japon I- Ryota Yamamoto - Akito Watabe |                      |
| 10    | 24 janvier 2021 | HS 130 — 10 km                      | Akito Watabe                                   | Jarl Magnus Riiber                           | Ryota Yamamoto                         | Jarl Magnus Riiber   |

|                                                |                 |                |                    |              |                |                      |
| Les Trois Jours du combiné nordique            |                 |                |                    |              |                |                      |
| Étape                                          | Date            | Épreuve        | Vainqueur          | Deuxième     | Troisième      | Leader du classement |
| 11                                             | 29 janvier 2021 | HS 109 — 5 km  | Jarl Magnus Riiber | Akito Watabe | Vinzenz Geiger | Jarl Magnus Riiber   |
| 12                                             | 30 janvier 2021 | HS 109 — 10 km | Jarl Magnus Riiber | Akito Watabe | Ilkka Herola   | Jarl Magnus Riiber   |
| 13                                             | 31 janvier 2021 | HS 109 — 15 km | Jarl Magnus Riiber | Ilkka Herola | Akito Watabe   | Jarl Magnus Riiber   |
| Vainqueur des Trois Jours : Jarl Magnus Riiber |                 |                |                    |              |                |                      |
|                                                |                 |                |                    |              |                |                      |

| Étape | Date           | Épreuve        | Vainqueur      | Deuxième       | Troisième       | Leader du classement |
| ----- | -------------- | -------------- | -------------- | -------------- | --------------- | -------------------- |
| 14    | 6 février 2021 | HS 140 — 10 km | Vinzenz Geiger | Fabian Riessle | Eric Frenzel    | Jarl Magnus Riiber   |
| 15    | 7 février 2021 | HS 140 — 10 km | Vinzenz Geiger | Akito Watabe   | Lukas Greiderer | Jarl Magnus Riiber   |

| Étape | Date            | Épreuve                    | Vainqueur                                                                              | Deuxième                                                                               | Troisième                                                                              | Leader du classement                                                                   |
| ----- | --------------- | -------------------------- | -------------------------------------------------------------------------------------- | -------------------------------------------------------------------------------------- | -------------------------------------------------------------------------------------- | -------------------------------------------------------------------------------------- |
| -     | 13 février 2021 | HS 140 — 10 km             | Annulé et à reprogrammer (épreuves non disputées en raison de la pandémie du COVID-19) | Annulé et à reprogrammer (épreuves non disputées en raison de la pandémie du COVID-19) | Annulé et à reprogrammer (épreuves non disputées en raison de la pandémie du COVID-19) | Annulé et à reprogrammer (épreuves non disputées en raison de la pandémie du COVID-19) |
| -     | 14 février 2021 | Par équipe HS 140 - 4x5 km | Annulé et à reprogrammer (épreuves non disputées en raison de la pandémie du COVID-19) | Annulé et à reprogrammer (épreuves non disputées en raison de la pandémie du COVID-19) | Annulé et à reprogrammer (épreuves non disputées en raison de la pandémie du COVID-19) | Annulé et à reprogrammer (épreuves non disputées en raison de la pandémie du COVID-19) |

| Étape | Date                            | Épreuve        | Vainqueur                                                                                            | Deuxième                                                                                             | Troisième                                                                                            | Leader du classement                                                                                 |
| ----- | ------------------------------- | -------------- | --- | --- | --- | --- |
| -     | 5 décembre 2020 13 février 2021 | HS 98 — 10 km  | Décalé, puis annulé et non reprogrammé (épreuves non disputées en raison de la pandémie du COVID-19) | Décalé, puis annulé et non reprogrammé (épreuves non disputées en raison de la pandémie du COVID-19) | Décalé, puis annulé et non reprogrammé (épreuves non disputées en raison de la pandémie du COVID-19) | Décalé, puis annulé et non reprogrammé (épreuves non disputées en raison de la pandémie du COVID-19) |
| -     | 6 décembre 2020 14 février 2021 | HS 140 — 10 km | Décalé, puis annulé et non reprogrammé (épreuves non disputées en raison de la pandémie du COVID-19) | Décalé, puis annulé et non reprogrammé (épreuves non disputées en raison de la pandémie du COVID-19) | Décalé, puis annulé et non reprogrammé (épreuves non disputées en raison de la pandémie du COVID-19) | Décalé, puis annulé et non reprogrammé (épreuves non disputées en raison de la pandémie du COVID-19) |

|                                                                                        |  |  |  |  |  |  |
| Oberstdorf Championnats du monde de ski nordique 2021 (22 février 2021 au 7 mars 2021) |  |  |  |  |  |  |
|                                                                                        |  |  |  |  |  |  |

| Étape | Date         | Épreuve        | Vainqueur                                                                               | Deuxième                                                                                | Troisième                                                                               | Leader du classement                                                                    |
| ----- | ------------ | -------------- | --------------------------------------------------------------------------------------- | --------------------------------------------------------------------------------------- | --------------------------------------------------------------------------------------- | --------------------------------------------------------------------------------------- |
| -     | 13 mars 2021 | HS 134 — 10 km | Annulé et non reprogrammé (épreuves non disputées en raison de la pandémie du COVID-19) | Annulé et non reprogrammé (épreuves non disputées en raison de la pandémie du COVID-19) | Annulé et non reprogrammé (épreuves non disputées en raison de la pandémie du COVID-19) | Annulé et non reprogrammé (épreuves non disputées en raison de la pandémie du COVID-19) |
| -     | 14 mars 2021 | HS 134 — 10 km | Annulé et non reprogrammé (épreuves non disputées en raison de la pandémie du COVID-19) | Annulé et non reprogrammé (épreuves non disputées en raison de la pandémie du COVID-19) | Annulé et non reprogrammé (épreuves non disputées en raison de la pandémie du COVID-19) | Annulé et non reprogrammé (épreuves non disputées en raison de la pandémie du COVID-19) |

| Étape | Date         | Épreuve        | Vainqueur          | Deuxième        | Troisième          | Leader du classement |
| ----- | ------------ | -------------- | ------------------ | --------------- | ------------------ | -------------------- |
| 16    | 20 mars 2021 | HS 140 — 10 km | Jarl Magnus Riiber | Akito Watabe    | Johannes Lamparter | Jarl Magnus Riiber   |
| 17    | 21 mars 2021 | HS 140 — 10 km | Jarl Magnus Riiber | Espen Bjørnstad | Fabian Riessle     | Jarl Magnus Riiber   |